# 塔纳默拉
塔纳默拉（Tanah Merah）或译作丹那美拉，是印度尼西亚巴布亚省波文迪古尔县的行政中心，位于巴布亚省东南部，迪古尔河（印尼语：Sungai Digul）畔，迪古尔河自此地以下可以航行。荷兰殖民时期是罪犯流放地。2010年统计共941人。
塔纳默拉机场位于城镇西北，机场坐标S6°5.80' / E140°18.20'。跨巴布亚公路经过丹那美拉。

## 资料来源
1. ↑   (PDF).   [2013-11-12]. （原始内容 (PDF)存档于2013-04-06）.
2. ↑  Biro Pusat Statistik, Jakarta, 2011.
3. ↑  .   [2017-01-05]. （原始内容存档于2020-10-25）.